# Brachiaphodius ahrensi
Brachiaphodius ahrensi är en skalbaggsart som beskrevs av Kral 2000. Brachiaphodius ahrensi ingår i släktet Brachiaphodius och familjen Aphodiidae. Inga underarter finns listade.